# Quatrième accord de paix en Centrafrique
Le Quatrième accord de paix en Centrafrique est un accord de paix signé le 11 janvier 2013 à Libreville entre les principales formations politiques du pays (à savoir la majorité du président François Bozizé et l'opposition) et la coalition Séléka,. Il fut signé dans le but de mettre un terme à la deuxième guerre civile centrafricaine mais échoua dans son objectif car le 24 mars 2013 un coup d'état orchestré par la Séléka démet le président Bozizé de ses fonctions pour le remplacer par Michel Djotodia alors chef de file de la Séléka,,.